# Bundesamt für Finanzen
Das Bundesamt für Finanzen (BfF) war eine deutsche Bundesoberbehörde im Geschäftsbereich des Bundesministeriums der Finanzen.
Es wurde am 3. September 1971 gegründet und zum 1. Januar 2006 in drei Ämter aufgeteilt:
- Zentrum für Informationsverarbeitung und Informationstechnik (ZIVIT), ein Zusammenschluss mit dem bisherigen Zentrum für Informations- und Datentechnik (ZID)
- Bundesamt für zentrale Dienste und offene Vermögensfragen (BADV), unter Zusammenlegung mit dem Bundesamt zur Regelung offener Vermögensfragen (BARoV)
- Bundeszentralamt für Steuern (BZSt)

Zu seinen Aufgaben gehörten u. a. die Teilnahme an steuerlichen Betriebsprüfungen von Großunternehmen und die Unterstützung der Finanzämter bei der Besteuerung von Deutschen mit Auslandseinkünften.
Daneben erbrachte das Bundesamt Dienstleistungen für andere Behörden. Dazu gehörten beispielsweise die Zahlbarmachung der Bezüge der Beamten, Angestellten, Arbeiter sowie der Versorgungsbezieher des Bundes sowie die Berechnung und Auszahlung von Reisekosten, Kindergeld sowie der Beihilfe für diesen Personenkreis.
Das Bundesamt war bzw. seine Nachfolgebehörden sind direkt dem Bundesfinanzministerium unterstellt.